# Tamakautoga
Tamakautoga – miejscowość w Niue (terytorium stowarzyszone z Nową Zelandią). Według danych ze spisu ludności w 2011 roku liczyła 127 mieszkańców – 67 kobiet i 60 mężczyzn. Piąta co do wielkości miejscowość kraju.